# Prêmio Philip Leverhulme
O Prêmio Philip Leverhulme (em inglês:  Philip Leverhulme Prize) é concedido pelo Leverhulme Trust, em reconhecimento a conquistas de destaque de pesquisadores cujo trabalho já tenha atraído reconhecimento internacional e cuja carreira futura é excepcionalmente promissora. São concedidos até trinta prêmios de £ 100.000 por ano, em uma série de disciplinas acadêmicas.

## História e critério
O prêmio homenageia Philip Leverhulme, que morreu em 2000. Neto de William Leverhulme, foi o terceiro visconde Leverhulme. Os prêmios são pagos, em prestações, durante um período de dois a três anos. Os prêmios podem ser usados para qualquer finalidade que possa promover a pesquisa do detentor do prêmio, com a exceção de aumentar o salário do detentor do prêmio.
Os nomeados para o prêmio devem possuir um posto permanente ou uma bolsa de estudo de longo prazo em uma instituição britânica de ensino superior ou pesquisa que se estende além da duração do Prêmio Philip Leverhulme. Aqueles que não têm salário não são elegíveis para serem nomeados. Os candidatos devem normalmente ter recebido seu doutorado não mais que dez anos antes da data de encerramento.

## Prêmios
Os prêmios Leverhulme são concedidos anualmente.

### 2001
As áreas de 2001 foram:
- Astronomia e Astrofísica
- Clássicos
- Engenharia
- Geografia
- Filosofia e Ética

### 2002
As áreas de 2002 foram:
- Tecnologia de Software para Tecnologia da Informação e Comunicação
- Ciências do Mar, Terra e Atmosférica
- História moderna desde 1800
- Economia
- Bioquímica e Biologia Molecular

### 2003
As áreas de 2003 foram:
- Astronomia e Astrofísica
- Clássicos
- Engenharia
- Geografia
- Filosofia e Ética

### 2004
As áreas de 2004 foram:
- Antropologia
- Ciências da Terra, do Oceano e Atmosféricas
- Economia
- Matemática e Estatística
- História Medieval, Pré-Moderna e Moderna

### 2005
As áreas de 2005 foram:
- Astronomia e Astrofísica: Katherine Blundell, Sheila Rowan
- Engenharia
- Geografia
- Línguas Europeias Modernas e Literatura
- Filosofia e Ética

### 2006
As áreas de 2006 foram:
- Ciências da Terra, do Oceano e Atmosféricas: Lucy Carpenter
- História da Arte
- História Medieval, Pré-Moderna e Moderna
- Matemática e Estatística
- Zoologia

### 2007
As áreas de 2007 foram:
- Astronomia e Astrofísica
- Engenharia: Leroy Cronin
- Geografia
- Línguas Europeias Modernas e Literatura
- Filosofia e Ética

### 2008
As áreas de 2008 foram:
- Ciências da Terra, do Oceano e Atmosféricas
- História da Arte
- História Medieval, Pré-Moderna e Moderna
- Matemática e Estatística
- Zoologia

### 2009
As áreas de 2009 foram:
- Astronomia e Astrofísica
- Engenharia
- Geografia
- Línguas Europeias Modernas e Literatura
- Artes Visuais e Performáticas

### 2010
As áreas de 2010 foram:
- Ciências da Terra, do Oceano e Atmosféricas, e.g. Tamsin Mather
- História da Arte
- Direito
- Matemática e Estatística: Caucher Birkar
- História Medieval, Pré-Moderna e Moderna

### 2011
As áreas de 2011 foram:
- Astronomia e Astrofísica: Emma Bunce, Andrew Levan, Richard Massey, David Pontin, David Seery
- Economia: Michael Elsby, Andrea Galeotti, Sophocles Mavroeidis, Helen Simpson, Paul Surico
- Geografia: Peter Adey, Siwan Davies, Hayley Fowler, Simon Lewis, Simon Reid-Henry
- Línguas e Literaturas Europeias Modernas: Anthony Bale, Lindiwe Dovey, Kirsty Hooper, Ben Hutchinson, Robert Macfarlane
- Artes Visuais e Performáticas: Ed Bennett, Helen Freshwater, Esther Johnson, Phoebe Unwin, Emily Wardill

### 2012
As áreas de 2012 foram:
- Clássicos: Patrick Finglass, Miriam Leonard, Michael Squire, Peter Thonemann, Kostas Vlassopoulos
- Ciências da Terra, do Oceano e Atmosféricas: Matt Friedman, Richard Katz, Kirsty Penkman, Laura Robinson, Paul Williams
- História da Arte: Jo Applin, Matthew Potter, Richard Taws, Tamara Trodd, Leon Wainwright
- Direito: Kimberley Brownlee, James Chalmers, Ioannis Lianos, Marc Moore, Anthea Roberts
- Matemática e Estatística: Toby Gee, Jonathan Marchini, André Neves, Christoph Ortner, Lasse Rempe-Gillen,
- História Medieval, Pré-Moderna e Moderna: Duncan Bell, Alexander Morrison, Sadiah Qureshi, Sujit Sivasundaram, David Todd

### 2013
As áreas de 2013 foram:
- Astronomia e Astrofísica: Richard Alexander, Stefan Kraus, Mathew Owens, Mark Swinbank, John (Southworth) Taylor
- Economia: Jane Cooley Fruehwirth
- Engenharia: Haider Butt, Bharathram Ganapathisubramani, Eileen Gentleman, Aline Miller, Ferdinando Rodriguez y Baena
- Geografia: Ben Anderson, Dabo Guan, Anna Lora-Wainwright, Erin McClymont, Colin McFarlane, David Nally, Lindsay Stringer
- Línguas Modernas e Literatura: Kathryn Banks, Andrew Counter, Sally Faulkner, Lara Feigel, David James, James Smith, Hannah Sullivan
- Artes Visuais e Performáticas: Martin John Callanan, Nadia Davids, James Moran, Tim Smith

### 2014
Em 2014, trinta e um prêmios foram concedidos.
- Ciências Biológicas: Michael Brockhurst, Elizabeth Murchison, Ewa Paluch, Thomas Richards, Nikolay Zenkin
- História: Manuel Barcia Paz, Aaron Moore, Renaud Morieux, Hannah Skoda, David Trippett
- Matemática e Estatística: Alexandros Beskos, Daniel Kral, David Loeffler and Sarah Zerbes, Richard Samworth, Corinna Ulcigrai
- Filosofia e Teologia: Jonathan Birch, Tim Button, Ofra Magidor, Anna Mahtani, Holger Zellentin
- Direito: Alan Bogg, Prabha Kotiswaran, Sarah Nouwen, Erika Rackley, Michael Waibe
- Sociologia e Política Social: Lucie Cluver, Hazem Kandil, Victoria Redclift, Katherine Smith, Imogen Tyler

### 2015
Em 2015 os prêmios foram concedidos nas áreas.
- Clássicos: Mirko Canevaro, Esther Eidinow, Renaud Gagné, Naoise Mac Sweeney, Laura Swift
- Ciências da Terra: John Rudge, James Screen, Karin Sigloch, Dominick Spracklen, Nicholas Tosca
- Física: Jacopo Bertolotti, Daniele Faccio, Jo Dunkley, Philip King, Suchitra Sebastian
- Política: John Bew, Elena Fiddian-Qasmiyeh, Dominik Hangartner, Laura Valentini, Nick Vaughan-Williams
- Psicologia: Caroline Catmur, Bhismadev Chakrabarti, Steve Loughnan, Liz Pellicano, Jonathan Roiser
- Artes Visuais: Sara Davidmann, Mattias Frey, Hannah Rickards, Martin Suckling, Corin Sworn

### 2016
In 2016 the prizes were awarded in the following fields.
- Arqueologia: Susana Carvalho, Manuel Fernandez-Gotz, Oliver Harris, Camilla Speller, Fraser Sturt
- Química: John Bower, Scott Cockroft, David Glowacki, Susan Perkin, Aron Walsh
- Economia: Vasco Carvalho, Camille Landais, Kalina Manova, Uta Schönberg, Fabian Waldinger
- Engenharia: Anna Barnett, Cinzia Casiraghi, David Connolly, Alexandra Silva, Peter Vincent
- Geografia: Katherine Brickell, Vanesa Castán Broto, Mark Graham, Harriet Hawkins, David Thornalley
- Línguas e Literaturas: William Abberley, Alexandra Harris, Daisy Hay, Lily Okalani Kahn, Hannah Rohde

### 2017
Em 2017 os prêmios foram concedidos nas seguintes áreas:
- Ciências Biológicas: Tom Baden, Katie Field, Nick Graham, Kayla King, Andrea Migliano
- História: Andrew Arsan, Toby Green, David Motadel, Lucie Ryzova, Alice Taylor
- Direito: Pinar Akman, Ana Aliverti, Fiona de Londras, Rosie Harding, Jeff King
- Matemática e Estatística: Anders Hansen, Oscar Randal-Williams, Carola-Bibiane Schönlieb, Dominic Vella, Hendrik Weber
- Filosofia e Teologia: Naomi Appleton, Joel Cabrita, John Michael, Ian Phillips, Bryan W Roberts
- Sociologia e Política Social: David Clifford, Des Fitzgerald, Suzanne Hall, Tim Huijts, Alice Mah

### 2018
Em 2018 os prêmios foram concedidos nas seguintes áreas:
- Clássicos: Amin Benaissa, Myles Lavan, Alex Mullen, Amy Russell, Shaul Tor
- Ciências da Terra: Juliet Biggs, Stephen BrusatteHeather Graven, Babette Hoogakker, Amanda Maycock
- Física: Alis Deason, Simone De Liberato, Katherine Dooley, Rahul Raveendran Nair, John Russo
- Política e Relações Internacionais: Ezequiel Gonzalez Ocantos, Chris Hanretty, Sophie Harman, Lauren Wilcox, Lea Ypi
- Psicologia: Emily S Cross, Stephen Fleming, Claire Haworth, Harriet Over, Nichola Raihani
- Artes Visuais e Performáticas: Erika Balsom, Daisy Fancourt, Ian Kiaer, Peter McMurray, Tiffany Watt Smith